# Hernejärvi
Hernejärvi är en sjö i Finland. Den ligger i kommunerna Idensalmi och Lapinlax i landskapet Norra Savolax, i den centrala delen av landet, 400 km norr om huvudstaden Helsingfors. Hernejärvi ligger 91,2 meter över havet. Den är 12,14 meter djup. Arean är 2,78 kvadratkilometer och strandlinjen är 26,86 kilometer lång. Sjön  ingår i Vuoksens huvudavrinningsområde.   I omgivningarna runt Hernejärvi växer i huvudsak blandskog.
I övrigt finns följande i Hernejärvi:
- Hernesaari (en ö)
- Hautaluoto (en ö)

I övrigt finns följande vid Hernejärvi:
- Matkusjoki (ett vattendrag)